# Le Fenouiller
Le Fenouiller település Franciaországban, Vendée megyében. Lakosainak száma 4978 fő (2022. január 1.). Le Fenouiller Commequiers, Givrand, Notre-Dame-de-Riez, Saint-Gilles-Croix-de-Vie, Saint-Hilaire-de-Riez, Saint-Maixent-sur-Vie és Saint-Révérend községekkel határos.

## Népesség
A település népességének változása:
| Lakosok száma | 4380 | 4572 | 4781 | 4711 | 4796 | 4854 | 4897 | 4937 | 4978 |
|               | 2013 | 2015 | 2016 | 2017 | 2018 | 2019 | 2020 | 2021 | 2022 |